# Хосино, Митио
Митио Хосино (яп. 星野 道夫 Хосино Митио, 27 сентября 1952, Итикава, Япония — 8 августа 1996, Камчатская область, Россия) — японский фотограф дикой природы. Убит медведем на Камчатке в 1996 году.

## Биография
Родился в 1952 году. В детстве интересовался приключенческой литературой, в возрасте 16 лет в одиночку поехал в путешествие по Северной Америке. Во время учёбы в университете Митио уже глубоко интересовался Аляской, когда однажды в книжном магазинчике ему попалась фотография деревни Шишмарёв, расположенной на острове Сарычева, потрясённый удалённостью деревни от цивилизации, написал мэру деревни письмо. В 1973 году Хосино впервые посетил Шишмарёв, позже он возвращался туда неоднократно.
Много фотографировал дикую природу Аляски и России, считался одним из лучших фотографов этого направления, имел учеников. Большое влияние японского мастера на своё творчество отмечал Линн Скулер. При жизни опубликовал большое количество фотографий и эссе. Его памяти были посвящены несколько книг, в частности The Blue Bear и The Only Kayak.

### Семья
Имел жену и сына. Вдова Митио, Наоко, принимала участие в траурных мероприятиях на Аляске в 12-ю годовщину гибели её мужа в России.

### Смерть
Об обстоятельствах смерти пишет В. М. Песков: «С Мичио я познакомился на Аляске — мы вместе рассматривали его альбом фотографий. Снимал на Аляске он только медведей. И на Камчатке тоже. В фотографическом мире знали его как завзятого „медвежатника“. На этот раз на Камчатку прилетел он с группой телевизионщиков, решивших снять, как Хосино без оружия охотится на медведей… Всё было успешно снято. Задержалась группа ещё на сутки — что-то, как всегда, надо было доснять. Спать улеглись на нарах в хорошо мне знакомой тесной избушке. Мичио, сказав: „Душно“, — лёг спать в палатке рядом с избушкой. Деликатно намекнули ему на медведей, ходивших рядом. „Меня не тронут…“ — будто бы посмеялся фотограф. А ночью в избушке проснулись от страшного крика. Выбежали с фонариками и увидели потрясшую всех картину: крупный медведь тащил в травы героя-фотографа и не выпустил его из зубов, несмотря на истошные крики „спасателей“, не знавших, что делать. Утром по радио вызвали вертолёт. Вблизи избушки с него увидели спавшего в травах медведя. Он попытался бежать, но был застрелен. В этом же месте был обнаружен полусъеденный труп фотографа».

### Работы
- Grizzly. San Francisco: Chronicle, 1987. ISBN 0-87701-431-0.

Посмертно:
- The Grizzly Bear Family Book. North-South Books, 1997. ISBN 1-55858-701-2. For young readers.
- Hoshino’s Alaska. San Francisco: Chronicle, 2007. ISBN 978-0-8118-5651-5.
- Moose. San Francisco: Chronicle, 1988. Твёрдая обложка ISBN 0-87701-503-1. Гибкая обложка ISBN 0-87701-494-9.